# Egzekucje w chojnickiej „Dolinie Śmierci”
Egzekucje w chojnickiej „Dolinie Śmierci” – masowe egzekucje obywateli polskich przeprowadzane przez okupantów niemieckich na Polach Igielskich w pobliżu Chojnic.
Między październikiem 1939 a styczniem 1940 członkowie paramilitarnego Selbstschutzu zamordowali na Polach Igielskich ok. 500 mieszkańców powiatu chojnickiego – przede wszystkim przedstawicieli miejscowej inteligencji oraz pacjentów szpitala psychiatrycznego w Chojnicach. Polska ludność ochrzciła wówczas miejsce straceń mianem „Doliny Śmierci”. Kolejnych 800–1000 osób zostało tam zamordowanych w styczniu 1945 roku. Według niektórych szacunków – prawdopodobnie jednak zawyżonych – w okresie niemieckiej okupacji w „Dolinie Śmierci” mogło zginąć nawet do 2000 obywateli polskich.

## Początek niemieckiej okupacji
Już 1 września 1939 oddziały Wehrmachtu wkroczyły do Chojnic, gdzie miejscowi volksdeutsche zorganizowali im entuzjastyczne powitanie. W mieście szybko zainstalowały się struktury niemieckich władz policyjnych, państwowych i partyjnych. Funkcję landrata powiatu chojnickiego, a zarazem kierownika powiatowej organizacji NSDAP (Kreisleitera) objął Artur Jäger, podczas gdy burmistrzem Chojnic mianowano Maxa Kroeninga. W domu dr Witolda Bełkowskiego przy ul. Ramy 6 urządzono siedzibę chojnickiego Gestapo. Z kolei 17 października 1939 do Chojnic przybył dr Hans Krüger, który objął stanowisko szefa miejskiej organizacji NSDAP (Orstgruppenleitera), a zarazem kierownika miejscowego Sądu Powiatowego (Landgericht). Krüger rychło stał się prawdziwym postrachem polskiej ludności .
Szczególną rolę w antypolskich działaniach odgrywał jednak Selbstschutz – paramilitarna formacja złożona z przedstawicieli niemieckiej mniejszości narodowej zamieszkującej terytorium przedwojennej Polski. Jeszcze przed wojną na terenie powiatu chojnickiego funkcjonowały prężnie działające komórki niemieckich organizacji mniejszościowych – Deutsche Vereinigung pod przewodnictwem Paula Rhode oraz Jungedeutsche Partei kierowana przez Heinza Arndta (syna rolnika) i Paula Ziemanna (fryzjera). Na bazie członków tych organizacji zbudowano później miejscowe struktury „Samoobrony Volksdeutschów”. W Chojnicach ulokowana została siedziba IV Inspektoratu Selbstschutzu, obejmującego zasięgiem swojego działania powiaty chojnicki, tucholski i sępoleński. Na czele inspektoratu stanął SS-Standartenführer Heinrich Mocek, a jego najbardziej gorliwymi podwładnymi byli wspomniani Ziemann i Arndt, fryzjer Hammer (przed wojną Hamerski) oraz rzeźnicy Nehring i Schammer (przed wojną Szamotulski) . Członkowie Selbstschutzu byli dla Polaków szczególnie niebezpieczni ze względu na doskonałą znajomość lokalnych stosunków i uwarunkowań społecznych. Nierzadko korzystali przy tym z okazji, aby uregulować wiele zadawnionych sąsiedzkich sporów i porachunków, jak również grabić mienie mordowanych Polaków.
15 września 1939 Niemcy przeprowadzili pierwszą egzekucję w okupowanych Chojnicach. W Lasku Miejskim zamordowano wówczas trzech mieszkańców Chojnic: Michała Bębenka (urzędnika), Leona Schoena (kolejarza) i Władysława Schroeibera (ucznia gimnazjum).
W październiku 1939 powiat chojnicki został wcielony do Rzeszy jako część rejencji gdańskiej Okręgu Gdańsk-Prusy Zachodnie. Na anektowanych terenach przystąpiono do zacierania wszelkich śladów polskości. Rozwiązano wszystkie polskie stowarzyszenia i organizacje, a ich majątek przekazano organizacjom niemieckim. Zdemontowano pomnik króla Jana III Sobieskiego znajdujący się w chojnickim parku miejskim oraz tablicę pamiątkową z roku 1920 umieszczoną na Bramie Człuchowskiej. Zniszczono lub rozgrabiono prawie wszystkie zbiory Muzeum Regionalnego. Zmieniano nazwy ulic oraz zakazano publicznego posługiwania się językiem polskim. Ponadto listopadzie lub grudniu 1939 Niemcy spalili chojnicką synagogę oraz zdewastowali oba żydowskie cmentarze .

## „Polityczne oczyszczanie terytorium”
Między październikiem 1939 roku a wiosną 1940 roku Niemcy przeprowadzili na okupowanych terenach Pomorza szeroko zakrojoną akcję eksterminacyjną. Wymierzona była ona w pierwszym rzędzie w przedstawicieli polskiej inteligencji, którą narodowi socjaliści obarczali winą za politykę polonizacyjną prowadzoną na Pomorzu Gdańskim w okresie międzywojennym oraz traktowali jako główną przeszkodę na drodze do szybkiego i całkowitego zniemczenia regionu. W ramach tzw. Intelligenzaktion (pol. akcja „Inteligencja”) Niemcy zamordowali wówczas ok. 30 000 – 40 000 mieszkańców Pomorza.
Jako propagandowe „usprawiedliwienie” dla masowych mordów na Polakach posłużyły Niemcom wydarzenia tzw. bydgoskiej „krwawej niedzieli”, a także sprawa Kazimierza Zabłockiego – mieszkańca Chojnic, którego oskarżono bestialskie zamordowanie rannego niemieckiego oficera. Zabłocki, właściciel przedsiębiorstwa autobusowego, w pierwszych dniach września zaplątał się przypadkiem na pobojowisko niedaleko Świecia. Został tam schwytany przez Niemców, a nie znając języka niemieckiego nie potrafił wytłumaczyć swojej obecności na polu niedawnej bitwy. W rezultacie sfotografowano go między trupami niemieckich żołnierzy, co posłużyło jako „dowód” na rzekome „polskie bestialstwa”. Na pierwszych stronach gazet „Grenzland”, „Die Wehrmacht”, „Das Illustrierte Blatt” i „Illustrierter Beobachter” pojawiły się tytuły Der Massenmörder von Konitz (pol. „Masowy morderca z Chojnic”), a obok zdjęcia „zwyrodniałego Polaka”. Pokazano go również w filmie Der Feldzug in Polen (pol. „Kampania w Polsce”). Dla samego Zabłockiego sprawa ta miała tragiczny finał. Obwożono w klatce po różnych niemieckich miastach, karmiąc tylko słonymi śledziami i nie podając wody do picia. W rezultacie skonał w męczarniach z powodu pragnienia.
Masowe aresztowania mieszkańców Chojnic i powiatu chojnickiego rozpoczęły się już w pierwszych dniach września 1939. Na terenie chojnickiego Zakładu Poprawczego zorganizowano wówczas tzw. obóz dla internowanych (niem. Internierungslager). Do 7 września 1939 obóz był podporządkowany Wehrmachtowi – później kontrolę nad nim przejęli funkcjonariusze Einsatzgruppen (grup operacyjnych policji bezpieczeństwa i służby bezpieczeństwa). Chojnicki Internierungslager został zlikwidowany pod koniec listopada 1939. Do tego czasu przez obóz przeszło co najmniej 2000 Polaków. Trafiali tam przede wszystkim przedstawiciele miejscowej inteligencji, a także członkowie organizacji krzewiących polskość – zwłaszcza Polskiego Związku Zachodniego.
Po krótkim pobycie w obozie więźniowie byli zazwyczaj wywożeni na egzekucję do doliny położonej nieopodal majątku Igły (1,5 km na północ od Chojnic). Na miejscu zazwyczaj zmuszano ich do zdjęcia ubrań oraz oddania dokumentów i przedmiotów osobistych. Następnie skazańców prowadzono nad przecinające dolinę okopy i rowy strzeleckie, gdzie byli mordowani przez członków Selbstschutzu (zazwyczaj strzałami w tył głowy). Polska ludność rychło ochrzciła miejsce straceń mianem „Doliny Śmierci”. Znanych jest kilka przypadków, gdy skazańcom udało się przeżyć egzekucję i uciec z miejsca kaźni (ocaleli w ten sposób m.in. Józef Zblewski, kupiec Leon Styp-Rekowski oraz strażnik graniczny Walendowski). Zeznania świadków wskazują, że sędzia Hans Krüger brał aktywny udział w akcji eksterminacyjnej. Miał on regularnie wizytować chojnicki obóz dla internowanych, gdzie wraz z członkami zorganizowanej przez siebie komisji zatwierdzał listy Polaków przeznaczonych do likwidacji .
Masowe egzekucje na Polach Igielskich rozpoczęły się 20 października i trwały mniej więcej do pierwszych dni grudnia 1939. W tym okresie zamordowano tam od 450 do 500 mieszkańców Chojnic, Brus, Męcikała, Czerska, Klonowic, Krojantów, Ogorzelin, Wdzydz, Brzeźna i Borowego Młyna. W gronie ofiar znalazł się m.in. inspektor szkolny Stanisław Grochowski, kierownicy szkół – Leon Wańtowski i Stanisław Kwaśniewski, jak również liczni miejscowi nauczyciele – m.in. Aleksander Brzeziński, Władysław Dąbc, Konrad Gołdawski, Stanisław Książek, Dominik Kreński, Halina Lanżanka, Stanisław Józef Matysik (wykładowca języków klasycznych w gimnazjum chojnickim, współtwórca harcerstwa w Chojnicach), Stanisław Perszka, Alojzy Stoltman, Łukasz Szulc, Leon Wagner, Teodor Wandtke, Helena Żuławska. Na Polach Igielskich zamordowano również Romana Stamma – posła na Sejm RP, Augustyna Kiedrowskiego – wójta z Brzeźna, A. Ulandowskiego – sekretarza prokuratury oraz 9 księży z dekanatów chojnickiego i czerskiego (m.in. ks. proboszcza Pawła Marchlewskiego, ks. Władysława Brzóskowskiego, ks. Gerarda Dymarza, ks. Józefa Mankowskiego). W „Dolinie Śmierci” ginęli także strażnicy graniczni, których władze niemieckie traktowały jak pospolitych przestępców (zginął m.in. komendant Władysław Sierant); pracownicy poczty, sądu grodzkiego, urzędu celnego; a także lekarze, studenci, kupcy, rzemieślnicy, przemysłowcy i przedsiębiorcy.
W chojnickiej „Dolinie Śmierci” nie rozstrzeliwano jednak wyłącznie przedstawicieli „polskiej warstwy przywódczej”. Jesienią 1939 Niemcy zamordowali tam również 218 chorych umysłowo pensjonariuszy Krajowych Zakładów Opieki Społecznej w Chojnicach (filia szpitala psychiatrycznego w Kocborowie) oraz ponad 30 Żydów, którzy nie zdążyli opuścić miasta przed nadejściem wojsk niemieckich. Ostatnie egzekucje w ramach akcji „Inteligencja” miały miejsce w styczniu 1940. Selbstschutz rozstrzelał wówczas w „Dolinie Śmierci” około trzydziestu mieszkańców Chojnic i Brus.

## Masakra w styczniu 1945
W ostatnich dniach okupacji chojnicka „Dolina Śmierci” ponownie stała się miejscem masowych egzekucji. Pod koniec stycznia 1945 Niemcy wymordowali tam kolumnę ok. 800–1000 więźniów pędzonych na zachód. W miejscowej tradycji przyjęło się, że zamordowani byli uczestnikami powstania warszawskiego, wywiezionymi na roboty fortyfikacyjne do Grudziądza. Z kolei zdaniem profesora Włodzimierza Jastrzębskiego w „Dolinie Śmierci” rozstrzelano wówczas więźniów z zakładu karnego przy ul. Wały Jagiellońskie w Bydgoszczy, których pędzono na zachód w związku ze zbliżaniem się Armii Czerwonej. Ciała zamordowanych zostały spalone przez Niemców.

## Po wojnie
W 1946 roku na Polach Igielskich prowadzone były prace ekshumacyjne. Trumny zawierające odnalezione szczątki pomordowanych zostały wystawione na widok publiczny, a następnie uroczyście pochowane na Cmentarzu Ofiar Zbrodni Hitlerowskich przy ul. Gdańskiej w Chojnicach. 20 lipca 1959 w „Dolinie Śmierci” odsłonięto kamienny obelisk ku czci pomordowanych.
W miejscowej tradycji przyjęło się, że w latach 1939–1945 okupanci niemieccy zamordowali w chojnickiej „Dolinie Śmierci” ok. 2000 osób. Taka informacja figuruje również na pomniku postawionym na miejscu straceń. Wedle wszelkiego prawdopodobieństwa liczba 2000 ofiar jest jednak znacznie zawyżona – nawet jeżeli uwzględnić ofiary egzekucji w styczniu 1945. Z ankiety sądu grodzkiego przeprowadzonej w 1945 wynika, że w „Dolinie Śmierci” zamordowano 1431 osób. Ekshumacja przeprowadzona tam wkrótce po wyzwoleniu miasta umożliwiła odnalezienie 352 ciał ofiar niemieckiego terroru. Ponadto należy uwzględnić fakt, iż kolejnych 20 osób zostało zamordowanych w innych miejscach znajdujących się na terenie Chojnic.
SS-Standartenführer Heinrich Mocek – szef inspektoratu Selbstschutzu w Chojnicach (odpowiedzialny również za zbrodnię w Rudzkim Moście) – został w kwietniu 1965 skazany przez sąd w Mannheim na karę dożywotniego więzienia. Karierę w Niemczech Zachodnich zrobił natomiast dr Hans Krüger. Był on jednym z założycieli Związku Wypędzonych, a w latach 1959–1964 pełnił funkcję przewodniczącego tej organizacji. Ponadto od 1957 do 1965 zasiadał w Bundestagu, a w latach 1963–1964 piastował stanowisko ministra federalnego ds. wypędzonych. Pod wpływem opublikowanych w prasie („Der Spiegel”) oskarżeń wobec Krügera kanclerz federalny Ludwig Erhard odwołał go ze stanowiska. Zachodnioniemiecki sąd federalny umorzył jednak postępowanie przeciw Krügerowi ze względu na „brak dowodów winy” .
W czerwcu 2020 roku dr Dawid Kobiałka w porozumieniu z Fundacją Instytutu Archeologii i Etnologii Polskiej Akademii Nauk rozpoczął projekt Archeologia Doliny Śmierci, którego celem jest dokładne zbadanie miejsca zbrodni. W składzie zespołu jest obecnie dziewięciu badaczy – archeologów i antropologów. Wsparcie finansowe zapewniło Ministerstwo Kultury i Dziedzictwa Narodowego.
Prace poszukiwawcze szczątków ofiar Instytut Pamięci Narodowej zapoczątkował w 2023 r. Prokuratorzy IPN i naukowcy odnaleźli wówczas szczątki kilkunastu osób i artefakty. Prace zostały wznowione w kwietniu 2024 przez IPN i doprowadziły do podjęcia szczątków co najmniej 100 osób. Znaleziono również ślady amunicji używanej przez formacje niemieckie.
2 września 2024 r. odbył się pogrzeb państwowy ponad 700 osób zamordowanych w chojnickiej „Dolinie Śmierci”. Szczątki wykopane przez Instytut Pamięci Narodowej z Pól Igielskich zostały złożone w 188 trumnach. Na Cmentarzu Ofiar Zbrodni Hitlerowskich w Chojnicach została stworzona kwatera, w której nastąpił pochówek.

## Galeria
Uroczystości pogrzebowe 2 września 2024 r.

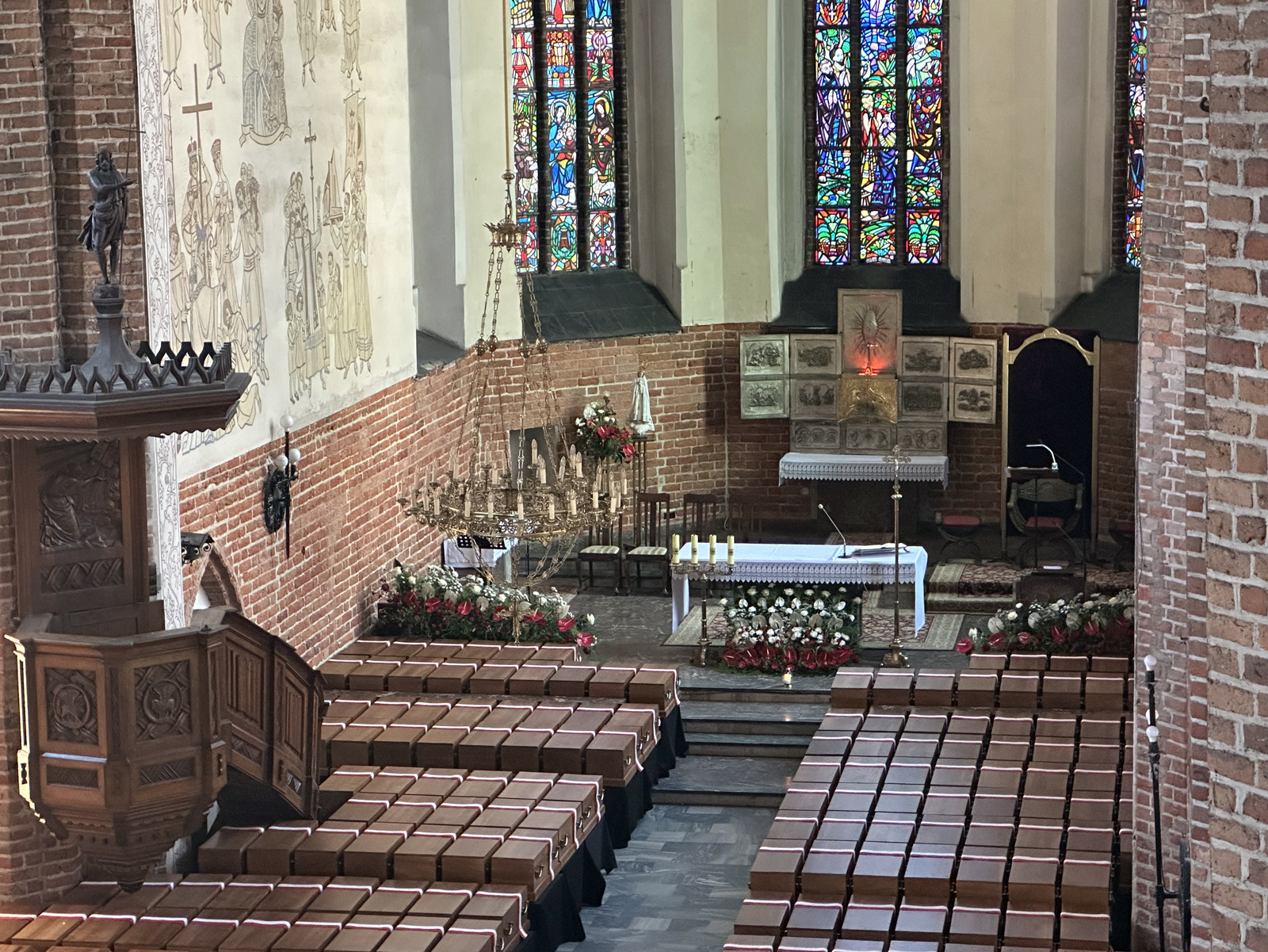
Nawa kościoła w Chojnicach z trumnami
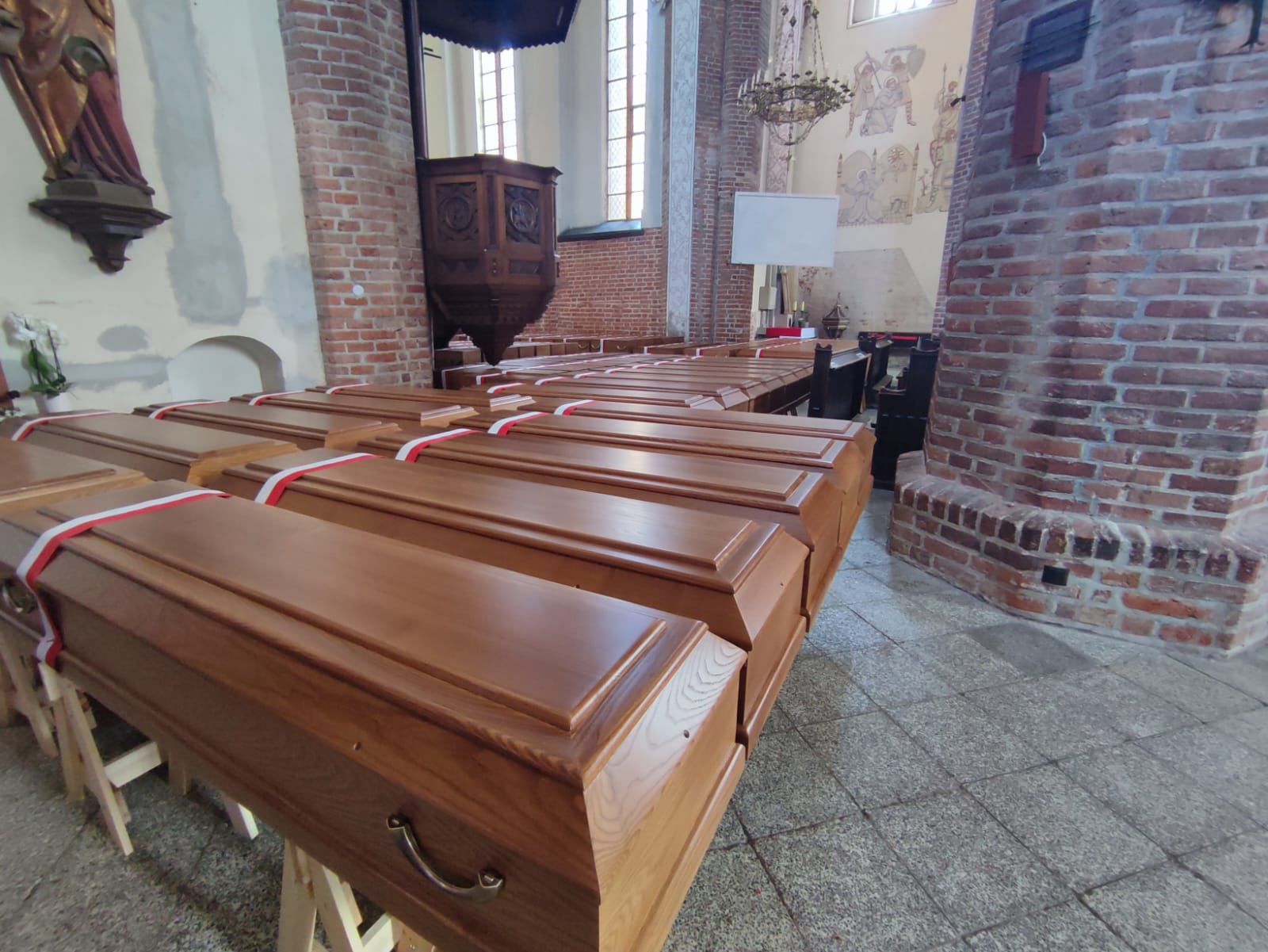
Trumny przygotowane od pogrzebu
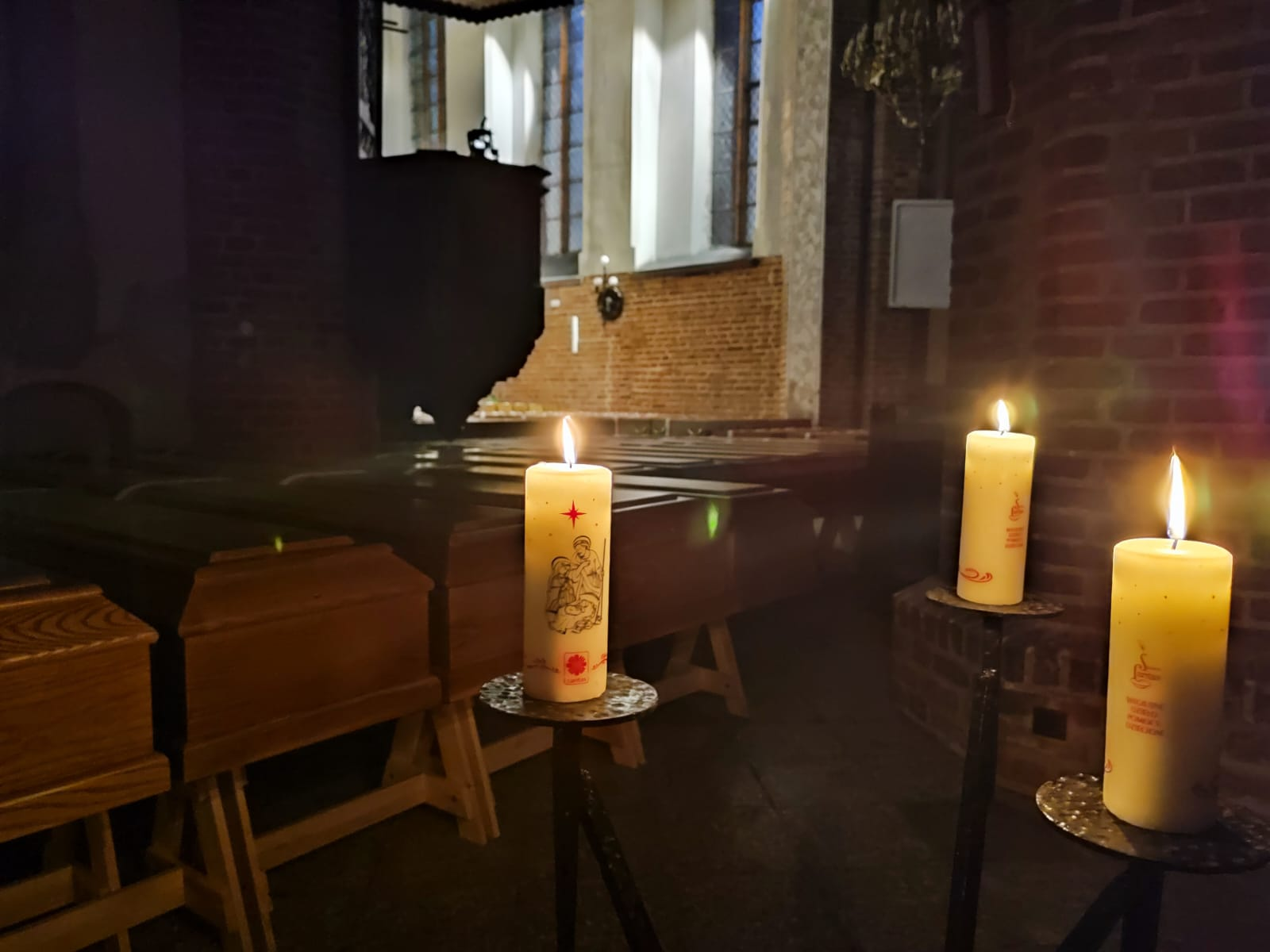
Trumny przygotowane od pogrzebu
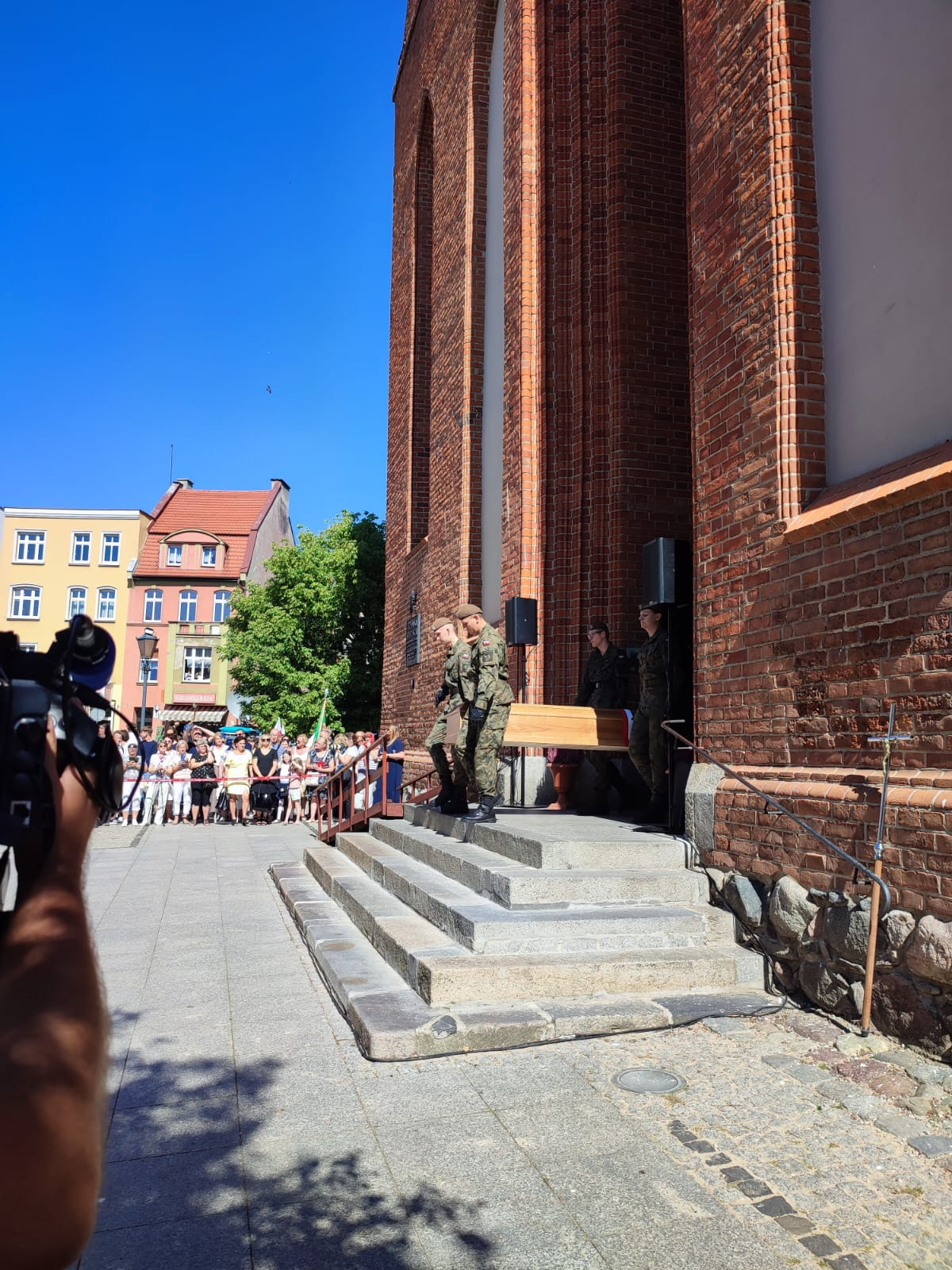
Wyprowadzenie trumien na cmentarz
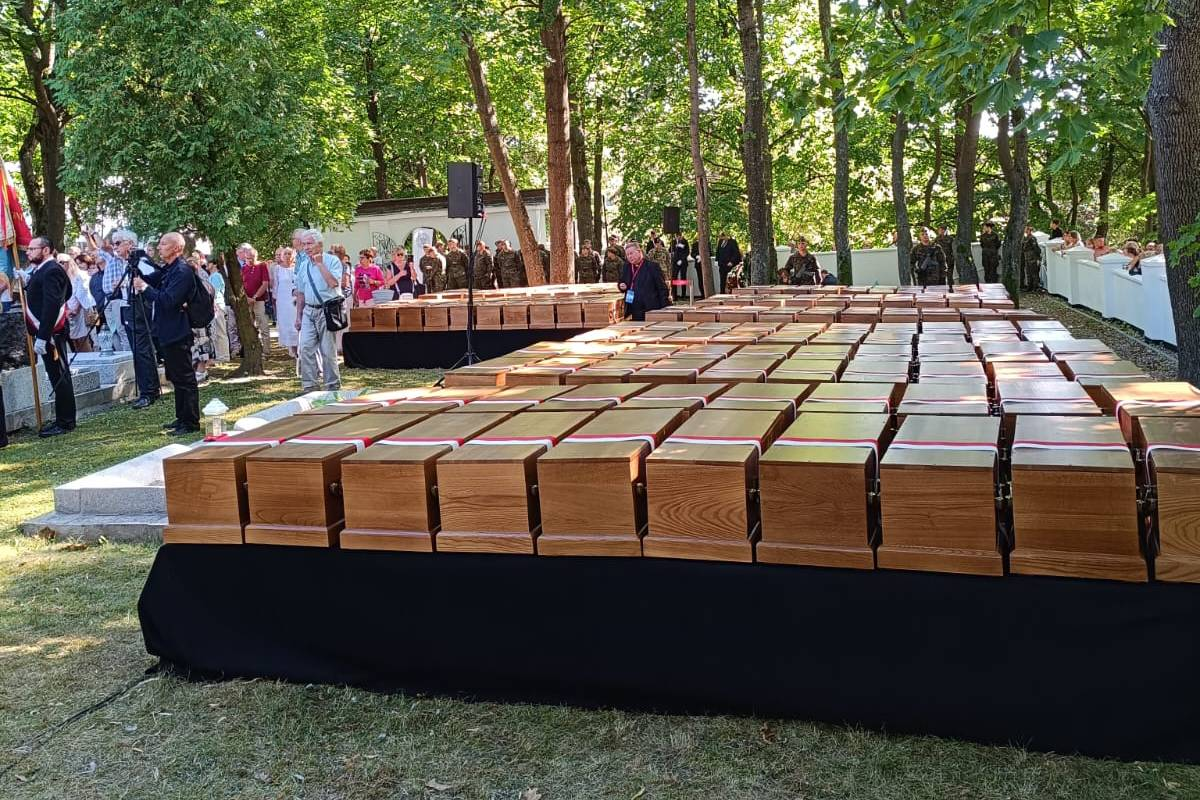
Uroczystości na cmentarzu
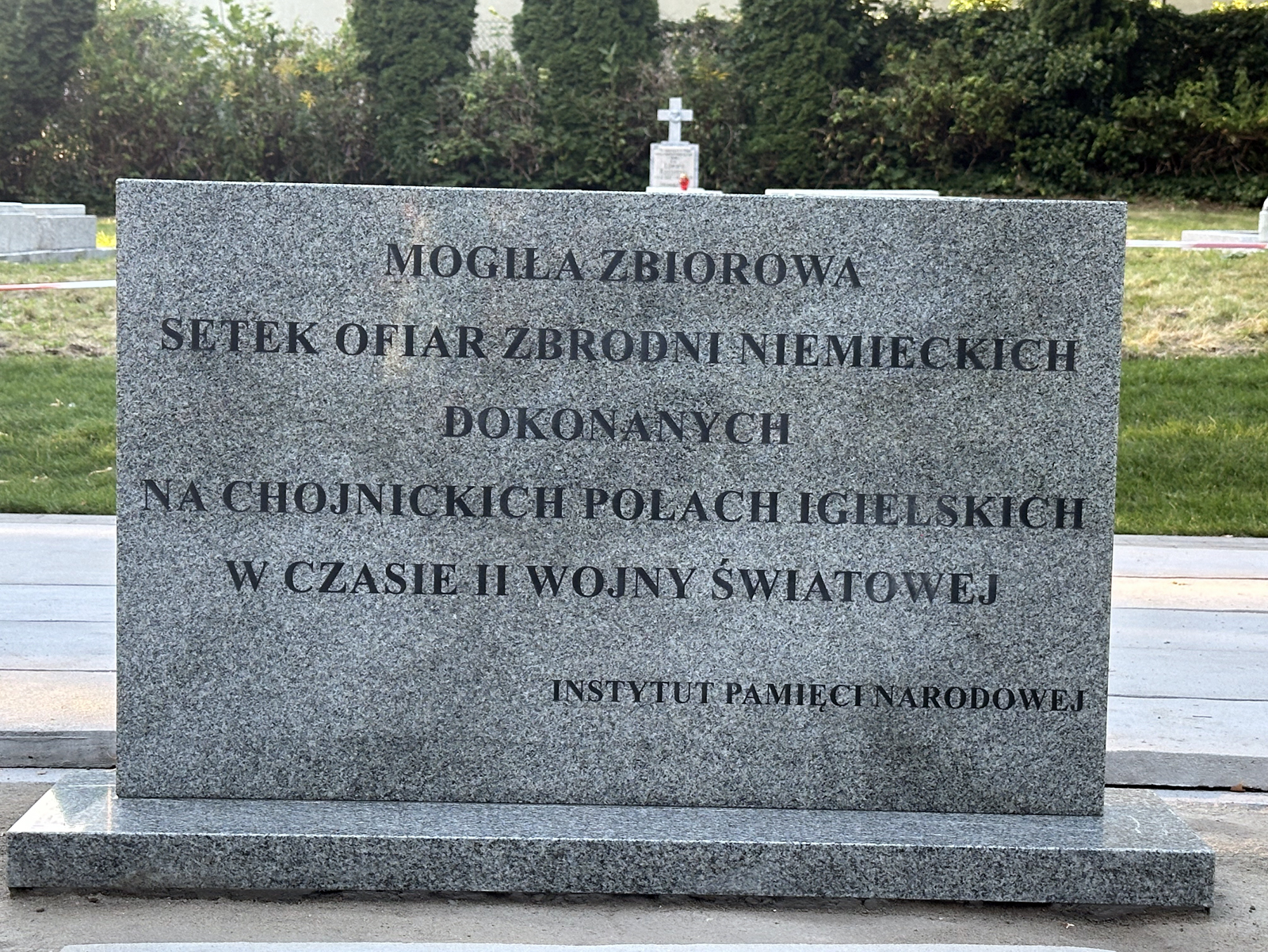
Tablica na kwaterze osób zamordowanych w chojnickiej „Dolinie Śmierci”
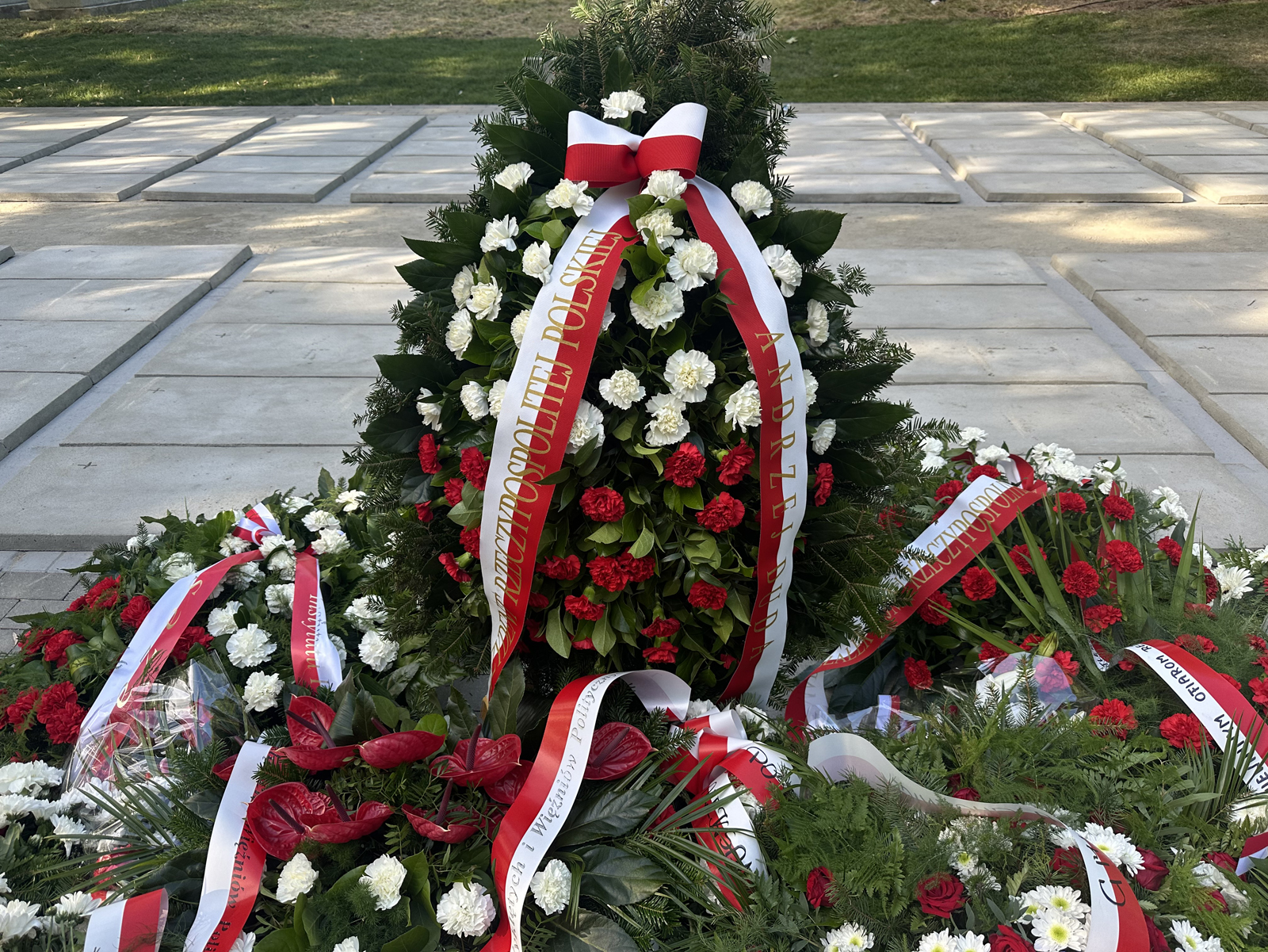
Wieńce złożone na kwaterze